# 美國空軍第8情報中隊
美國空軍的第8情報中隊（英語：8th Intelligence Squadron）是一個位於夏威夷希卡姆空軍基地的情報單位。

## 以前的命名
- 八情報中隊（2008年12月9日 - 至今）
- 八偵察技術中隊（1984年10月16日 - 2008年12月9日）
- 八攝影技術單位（1944年11月4日 - 1949年4月1日）
- 八照片實驗組（1943年10月21日 - 1944年11月4日）

## 任務

### 主要命令/經營機構
- 空軍情報，監視和偵察局（2007年6月8日 - 至今）
- 空軍情報局（1993年10月1日 - 2007年6月8日）
- 空軍情報司令部（1991年10月1日 - 1993年10月1日）
- 電子保安司令部（1984年10月16日 - 1991年10月1日）
- 空軍安全服務（1948年10月20日 - 1949年4月1日）

### 聯隊、大隊等部門
- 692D情報，監視和偵察大隊（2009年1月1日- 現在）
- 692D作戰大隊2000年8月（1日 - ？）
- 692D情報大隊（1993年10月1日 - 2000年8月1日）
- 692D聯隊（1991年10月1日 - 1993年10月1日）
- 太平洋電子信息安全事業部（1986年10月1日 - 1991年10月1日）
- 電子信息安全事業部，太平洋（1984年10月16日 - 1986年10月1日）

## 基地駐防
夏威夷的希卡姆空軍基地（1984年10月16日 - 至今）